# Adam Pearson
Pour les articles homonymes, voir Pearson.
Adam Pearson, né le 6 janvier 1985 à Croydon, est un acteur, présentateur et militant britannique. Il apparait en 2013 dans le film Under the Skin. Atteint de neurofibromatose, il participe à des programmes de sensibilisation contre le harcèlement lié aux déformations.

## Biographie

### Jeunesse
Adam Pearson est né le 6 janvier 1985 à Croydon. Il a un frère jumeau prénommé Neil. Après s'être cogné la tête à l'âge de cinq ans, la bosse créée par cet incident persista au lieu de guérir. On lui diagnostique une neurofibromatose de type I, qui provoque des tumeurs bénignes grossissant sur les tissus nerveux. Adam et son frère Neil souffrent tous les deux de la même maladie qui se manifeste de façon très différente.

### Carrière

#### Télévision

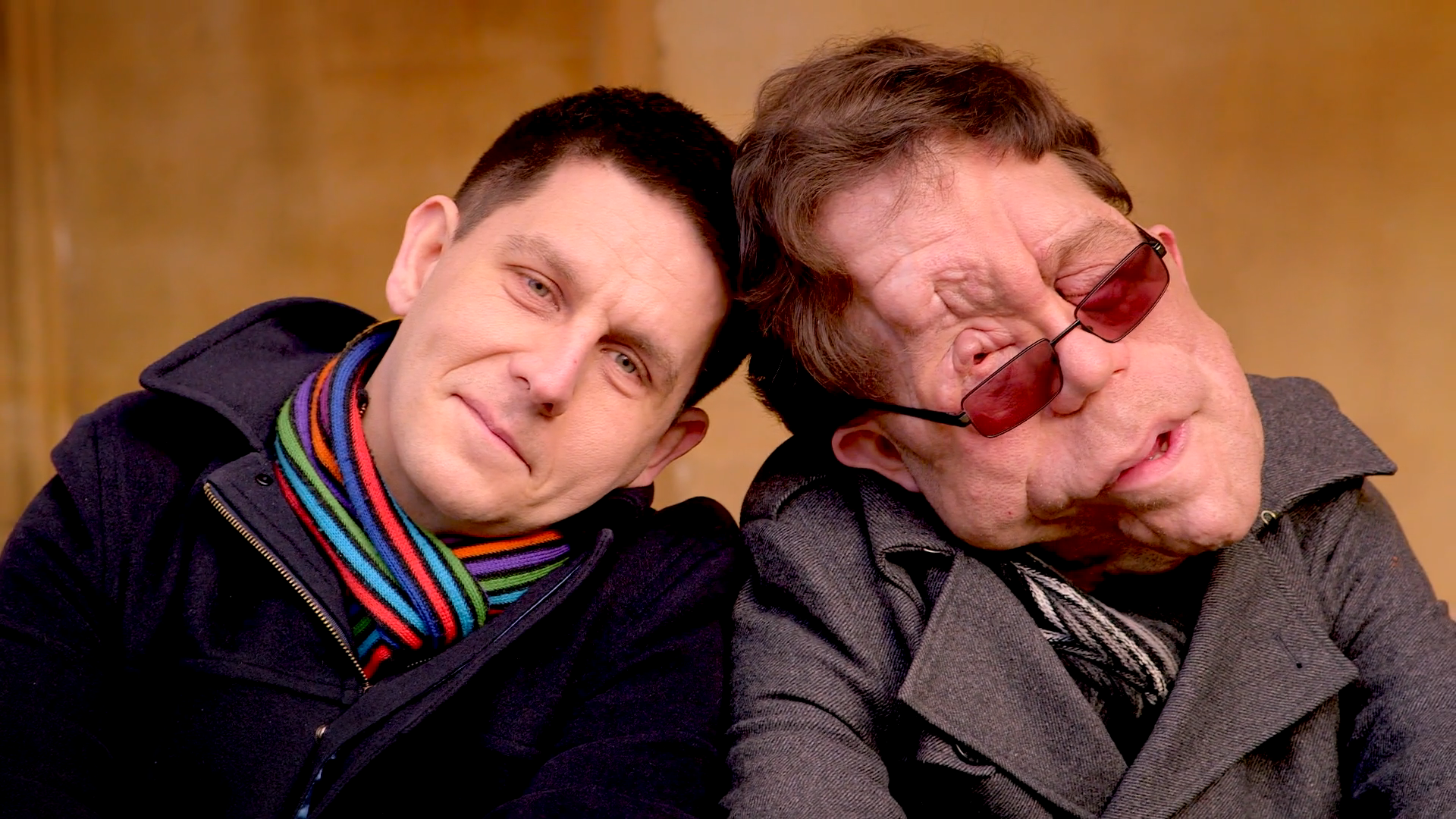
Adam Pearson (à droite) et son frère jumeau Neil (à gauche) de l'épisode "Horizon" dans l'émission My Amazing Twin.

Adam Pearson obtient une licence en gestion des entreprises à l'Université de Brighton. Il occupe divers postes dans la production télévisuelle pour la BBC et Channel 4 avant de devenir un des présentateurs de la première édition de Beauty and the Beast: the Ugly Face of Prejudice sur Channel 4. Il y déclare avoir été victime de harcèlement et de comportements violents au cours de sa vie.Il fait aussi partie de l'équipe de développement de l'émission et travaille comme consultant pour la version néerlandaise de celle-ci. 
Il travaille également sur les cinq éditions de The Undateables (en) pour Channel 4 comme chargé de casting. Il présente les documentaires de la chaîne BBC Three Adam Pearson: Freak Show et The Ugly Face of Disability Hate Crime, et est reporter dans la série Tricks of the Restaurant Trade diffusée sur Channel 4.
Adam Pearson est nominé comme présentateur de documentaire de l'année au Royaume-Uni aux Grierson Awards de 2016. Il est un invité régulier et un animateur occasionnel de l'émission de radio The Bedtime Babble diffusée tous les week-ends à partir de 22h00 sur la radio associative Spark Sunderland,,.
En août 2022, il participe à l'émission Celebrity Masterchef, dont il est le premier concurrent éliminé.

#### Cinéma
En 2013, Adam Pearson est choisi pour jouer aux côtés de Scarlett Johansson dans le film Under the Skin produit par Jonathan Glazer. Il déclare espérer que son rôle permette de remettre en question la stigmatisation des personnes défigurées.
En 2019, il joue dans le film Chained for Life, réalisé par Aaron Schimberg. En 2024, il joue le rôle principal dans le film suivant  de Schimberg, A Different Man, aux côtés de Sebastian Stan et Renate Reinsve. Le film est présenté pour la première fois au Festival du film de Sundance 2024 le 21 janvier 2024. Il est également présenté en compétition à la Berlinale 2024 le 16 février 2024. Il déclare à propos du film : « Afin de remettre en question les stéréotypes, ils doivent d'abord établir qu'ils existent ».
En mai 2025, Adam Pearson est annoncé pour jouer le rôle de Joseph Merrick dans une prochaine adaptation cinématographique de la pièce de Bernard Pomerance, The Elephant Man. Il sera le premier acteur handicapé à jouer ce rôle dans un film,.

### Vie privée
Adam Pearson est chrétien. En septembre 2020, dans un épisode de l'émission Sunday Mornning Live, il échange avec Sally Philipps sur le fait de concilier sa foi avec son handicap et déclare : « Une vie sans épreuves est une vie sans foi ; comment pouvez-vous pratiquer votre foi si vous ne marchez pas sur le feu ? ».

## Filmographie

### Cinéma
- 2013 : Under the Skin de Jonathan Glazer : l'homme déformé
- 2015 : Rodentia de Phoebe Jaspe (court métrage) : Hermes
- 2015 : Oddity de Rowan Charlton (court métrage)[20] : Andrew Galveston (Meilleur film court de l'année 2015 au Cheltenham Film Society)
- 2015 : Odd Man Out de Dan Moss (court métrage)
- 2018 : Chained for Life d'Aaron Schimberg : Rosenthal
- 2019 : The Pearson Twins de Jonathan Braue (court métrage) : lui-même
- 2022 : Ruby Splinter de Forest Aragon : Adam
- 2024 : A Different Man d'Aaron Schimberg : Oswald

### Télévision
- 2011 : Beauty & The Beast : The Ugly Face of Prejudice (série télévisée) : lui-même
- 2016 : Horizon (série télévisée documentaire ), épisode My Amazing Twin de James W. Newton : lui-même
- 2016-2019 : Tricks of the Restaurant Trade (série télévisée) : lui-même
- 2017 : DRIB de Kristoffer Borgli (téléfilm) : lui-même
- 2019 : Eugenics: Science's Greatest Scandal (série télévisée) : lui-même

## Nominations et récompenses
| Année | Cérémonie                            | Categorie                                 | Film            | Résultat   | Ref.   |
| ----- | ------------------------------------ | ----------------------------------------- | --------------- | ---------- | ------ |
| 2024  | Gotham Awards                        | Meilleure performance dans un second rôle | A Different Man | Nomination | [ 21 ] |
| 2024  | Los Angeles Film Critics Association | Meilleur acteur dans un second rôle       | A Different Man | Lauréat    | [ 22 ] |
| 2024  | Chicago Film Critics Association     | Meilleur acteur dans un second rôle       | A Different Man | Nomination | [ 23 ] |
| 2024  | Florida Film Critics Circle          | Meilleur acteur dans un second rôle       | A Different Man | Nomination | [ 23 ] |
| 2025  | Independent Spirit Awards            | Meilleure performance dans un second rôle | A Different Man | Nomination | [ 24 ] |